# Leichtathletik-Weltmeisterschaften 2011/Speerwurf der Frauen

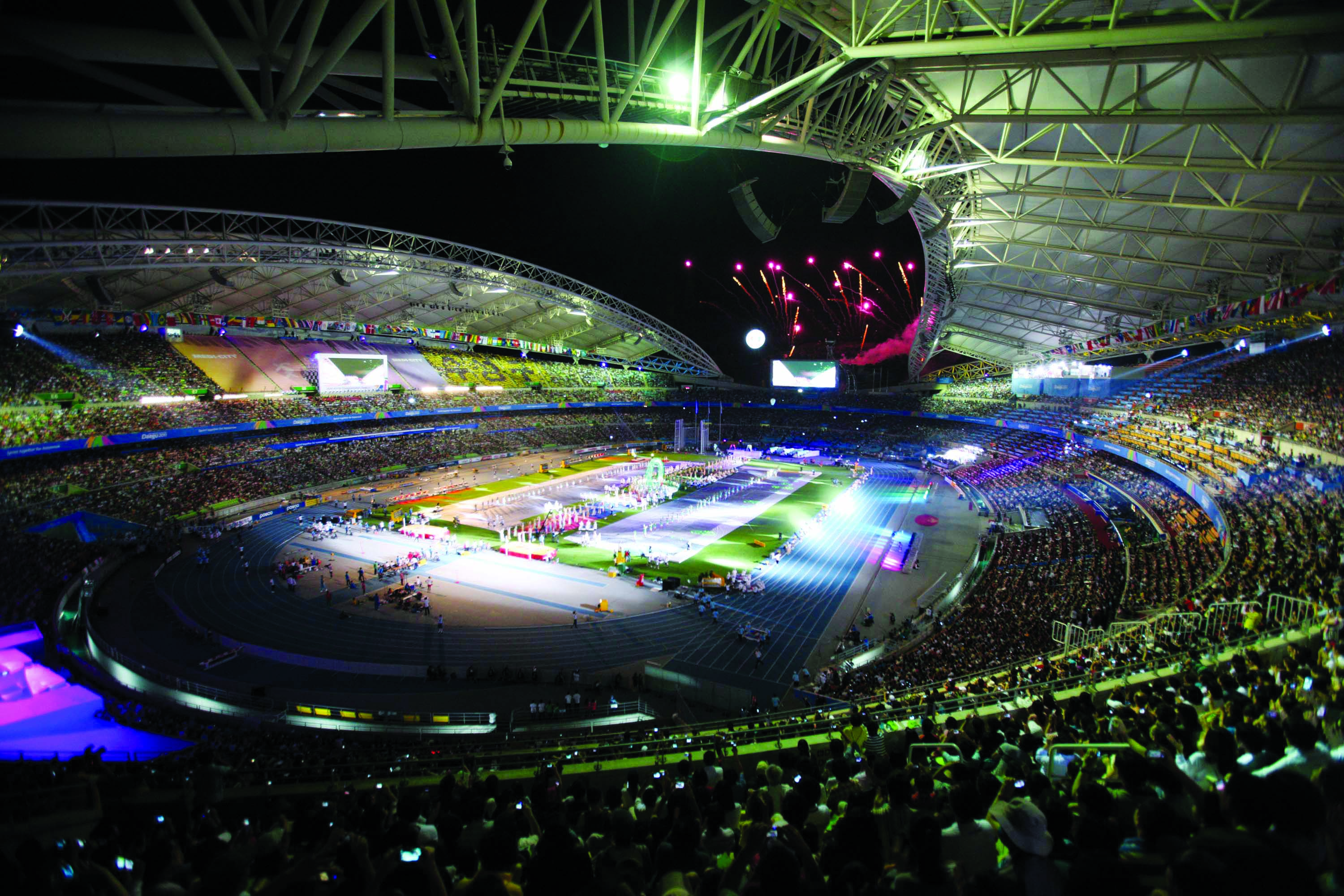
Das Daegu-Stadion im Jahr 2010

Der Speerwurf der Frauen bei den Leichtathletik-Weltmeisterschaften 2011 wurde am 1. und 2. September 2011 im Daegu-Stadion der südkoreanischen Stadt Daegu ausgetragen.
Es gewann die aktuelle Olympiasiegerin, Weltmeisterin von 2007, Vizeweltmeisterin von 2009, Vizeeuropameisterin von 2006, EM-Dritte von 2010 und Weltrekordinhaberin Barbora Špotáková aus Tschechien.

Auf den zweiten Platz kam die dreifache Afrikameisterin (2004/2008/2010) und Vizeafrikameisterin von 2006 Sunette Viljoen aus Südafrika, der im Finale mit 68,38 m ein neuer Afrikarekord gelang.

Bronze ging an die deutsche Olympiazweite von 2008, zweifache Vizeweltmeisterin (2005/2007) und Vizeeuropameisterin von 2010 Christina Obergföll.

## Bestehende Rekorde
| Weltrekord               | 72,29 m | Barbora Špotáková | Stuttgart, Deutschland        | 13. September 2008 |
| Weltmeisterschaftsrekord | 71,70 m | Osleidys Menéndez | WM 2005 in Helsinki, Finnland | 14. August 2005    |

Der bestehende WM-Rekord wurde bei diesen Weltmeisterschaften nicht eingestellt und nicht verbessert. Die tschechische Weltmeisterin Barbora Špotáková verfehlte ihren eigenen Rekord im Finale allerdings nur um zwölf Zentimeter.
Es gab einen Kontinentalrekord:

68,38 m (Afrikarekord) – Sunette Viljoen, Südafrika, Finale am 2. September

## Doping
In einem Nachtest wurde der zunächst siegreichen Russin Marija Abakumowa der Einsatz der verbotenen Substanz Turinabol nachgewiesen. Alle ihre zwischen August 2008 und August 2012 erzielten Resultate wurden annulliert, sodass sie ihre WM-Medaillen (2011: Gold / 2009: Bronze) zurückgeben musste. Vorher war ihr wegen eines ersten positiven Tests bereits ihre olympische Silbermedaille von 2008 aberkannt worden.
Benachteiligt wurden insgesamt vier Sportlerinnen: zwei im Medaillenbereich, eine weitere im Finale und eine in der Qualifikation:
- Barbora Špotáková, Tschechien – Sie wurde erst lange nach Abschluss der Veranstaltung als Weltmeisterin anerkannt.
- Christina Obergföll, Deutschland – Sie erhielt erst lange verspätet ihre Bronzemedaille und konnte nicht an der Siegerehrung teilnehmen.
- Yuki Ebihara, Japan – Ihr hätten als Teilnehmerin auf Rang acht nach dem Vorkampf im Finale drei weitere Versuche zugestanden.
- Ásdís Hjálmsdóttir, Island – Sie lag nach der Qualifikation auf Gesamtrang zwölf aus beiden Qualifikationsgruppen, sodass sie am Finale hätte teilnahmen können.

## Legende
Kurze Übersicht zur Bedeutung der Symbolik – so üblicherweise auch in sonstigen Veröffentlichungen verwendet:
| – | verzichtet |
| x | ungültig   |

## Qualifikation
28 Teilnehmerinnen traten in zwei Gruppen zur Qualifikationsrunde an. Die Qualifikationsweite für den direkten Finaleinzug betrug 61,00 m. Sieben Athletinnen übertrafen diese Marke (hellblau unterlegt). Das Finalfeld wurde mit den fünf nächstplatzierten Sportlerinnen auf zwölf Werferinnen aufgefüllt (hellgrün unterlegt). So reichten für die Finalteilnahme schließlich 59,65 m.

### Gruppe A
1. September 2011, 10:10 Uhr
| Platz | Name                | Nation         | Resultat (m) | 1. Versuch (m) | 2. Versuch (m) | 3. Versuch (m) | Anmerkung                              |
| 1     | Christina Obergföll | Deutschland    | 68,76        | 68,76          | –              | –              |                                        |
| 2     | Katharina Molitor   | Deutschland    | 63,52        | 63,52          | –              | –              |                                        |
| 3     | Goldie Sayers       | Großbritannien | 62,19        | 56,61          | 62,19          | –              |                                        |
| 4     | Yuki Ebihara        | Japan          | 59,88        | 57,36          | 59,66          | 59,88          |                                        |
| 5     | Madara Palameika    | Lettland       | 59,78        | 59,78          | x              | 59,33          |                                        |
| 6     | Jarmila Klimešová   | Tschechien     | 59,65        | 55,90          | 59,65          | 56,01          |                                        |
| 7     | Ásdís Hjálmsdóttir  | Island         | 59,15        | 59,15          | 57,62          | x              | eigentlich für das Finale qualifiziert |
| 8     | Rachel Yurkovich    | USA            | 58,84        | 58,84          | 58,01          | 57,92          |                                        |
| 9     | Justine Robbeson    | Südafrika      | 58,08        | 57,87          | 55,27          | 58,08          |                                        |
| 10    | Indre Jakubaityte   | Litauen        | 56,93        | x              | 56,01          | 56,93          |                                        |
| 11    | Yanet Cruz          | Kuba           | 56,72        | 55,91          | 56,72          | 55,48          |                                        |
| 12    | Elisabeth Eberl     | Österreich     | 56,48        | 56,48          | 54,39          | x              |                                        |
| 13    | Kim Kyung-ae        | Südkorea       | 54,96        | 51,64          | 53,75          | 54,96          |                                        |
| DOP   | Marija Abakumowa    | Russland       | 62,49        | x              | 62,49          | –              | für das Finale zugelassen              |

In Qualifikationsgruppe A ausgeschiedene Speerwerferinnen:

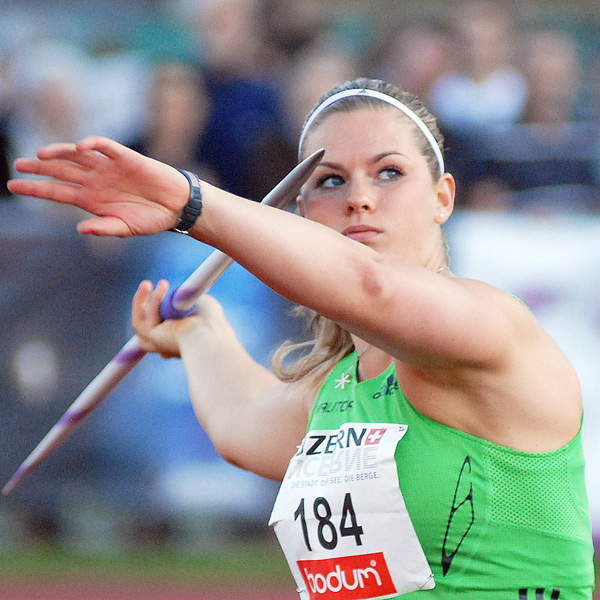
Ásdís Hjálmsdóttir hätte eigentlich der Einzug ins Finale zugestanden
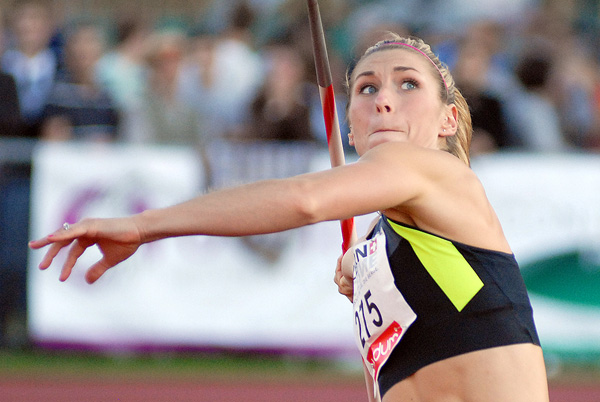
Rachel Yurkovich Rang acht mit 58,84 m
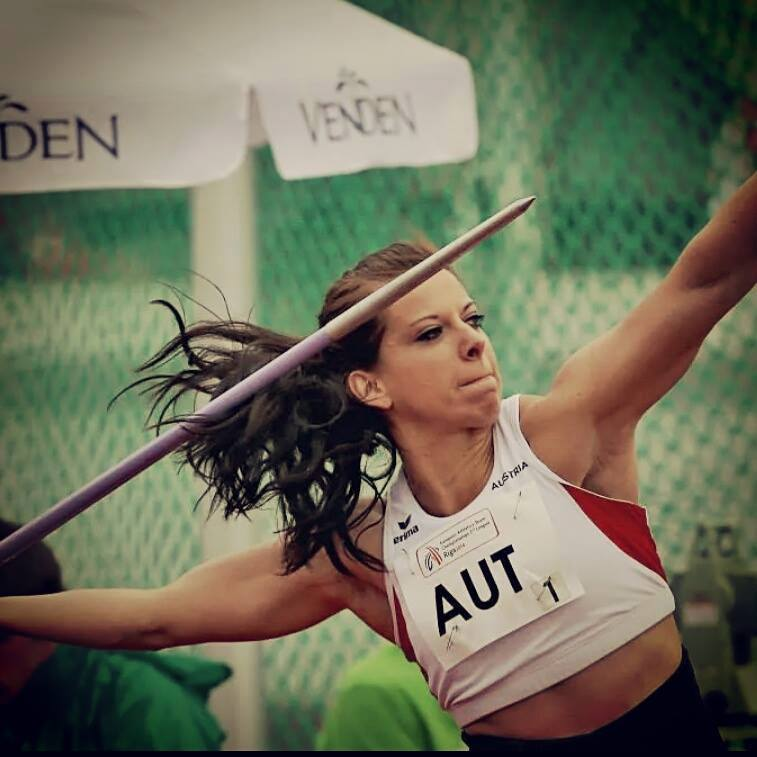
Elisabeth Eberl Rang zwölf mit 56,48 m

### Gruppe B
1. September 2011, 11:25 Uhr
| Platz | Name                  | Nation              | Resultat (m) | 1. Versuch (m) | 2. Versuch (m) | 3. Versuch (m) |
| 1     | Sunette Viljoen       | Südafrika           | 65,34        | 65,34          | –              | –              |
| 2     | Barbora Špotáková     | Tschechien          | 63,40        | 63,40          | –              | –              |
| 3     | Martina Ratej         | Slowenien           | 61,58        | 61,58          | –              | –              |
| 4     | Kimberley Mickle      | Australien          | 60,50        | 60,50          | 57,80          | 60,12          |
| 5     | Linda Stahl           | Deutschland         | 60,21        | 60,21          | 59,85          | 58,25          |
| 6     | Zahra Bani            | Italien             | 58,92        | x              | x              | 58,92          |
| 7     | Wera Rebrik           | Russland            | 58,50        | x              | 55,69          | 58,50          |
| 8     | Mercedes Chilla       | Spanien             | 58,34        | 58,34          | x              | 52,01          |
| 9     | Sinta Ozoliņa-Kovale  | Lettland            | 58,15        | 56,18          | 58,15          | 54,02          |
| 10    | Liu Chunhua           | Volksrepublik China | 57,52        | 56,73          | 56,37          | 57,52          |
| 11    | Kara Winger           | USA                 | 57,14        | 56,41          | 55,25          | 57,14          |
| 12    | Tatjana Jelača        | Serbien             | 56,68        | 56,68          | x              | 54,58          |
| 13    | Risa Miyashita        | Japan               | 55,62        | 55,62          | 55,52          | 55,40          |
| 14    | María Lucelly Murillo | Kolumbien           | 52,83        | x              | x              | 52,83          |

In Qualifikationsgruppe B ausgeschiedene Speerwerferinnen:

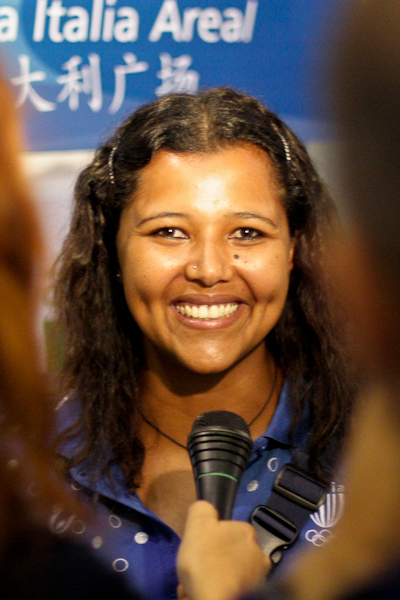
Zahra Bani Rang sechs mit 58,92 m
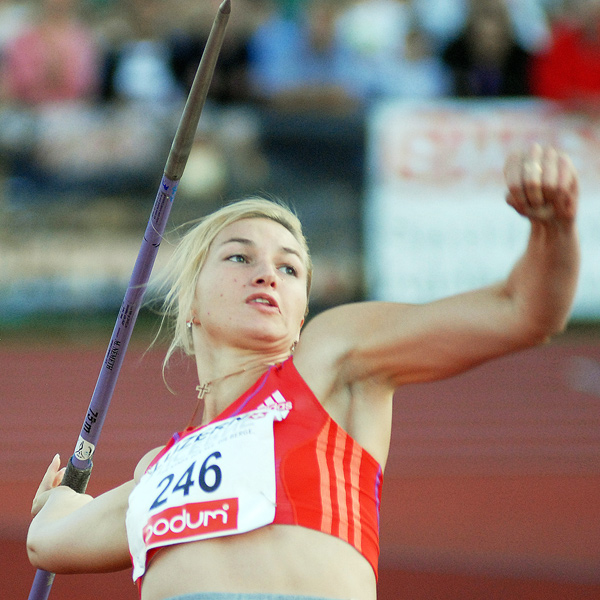
Wera Rebrik Rang sieben mit 58,50 m
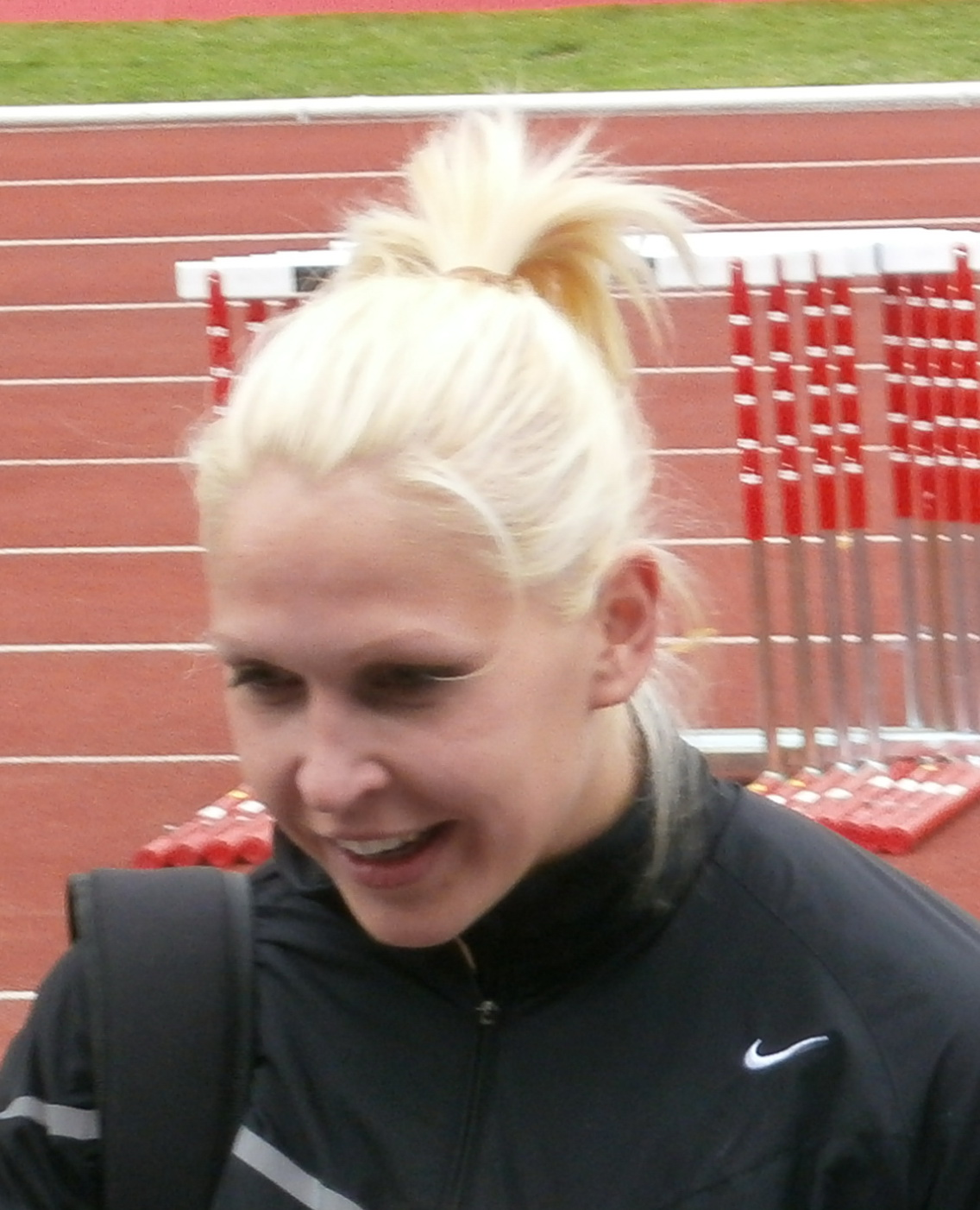
Sinta Ozoliņa-Kovale Rang neun mit 58,15 m
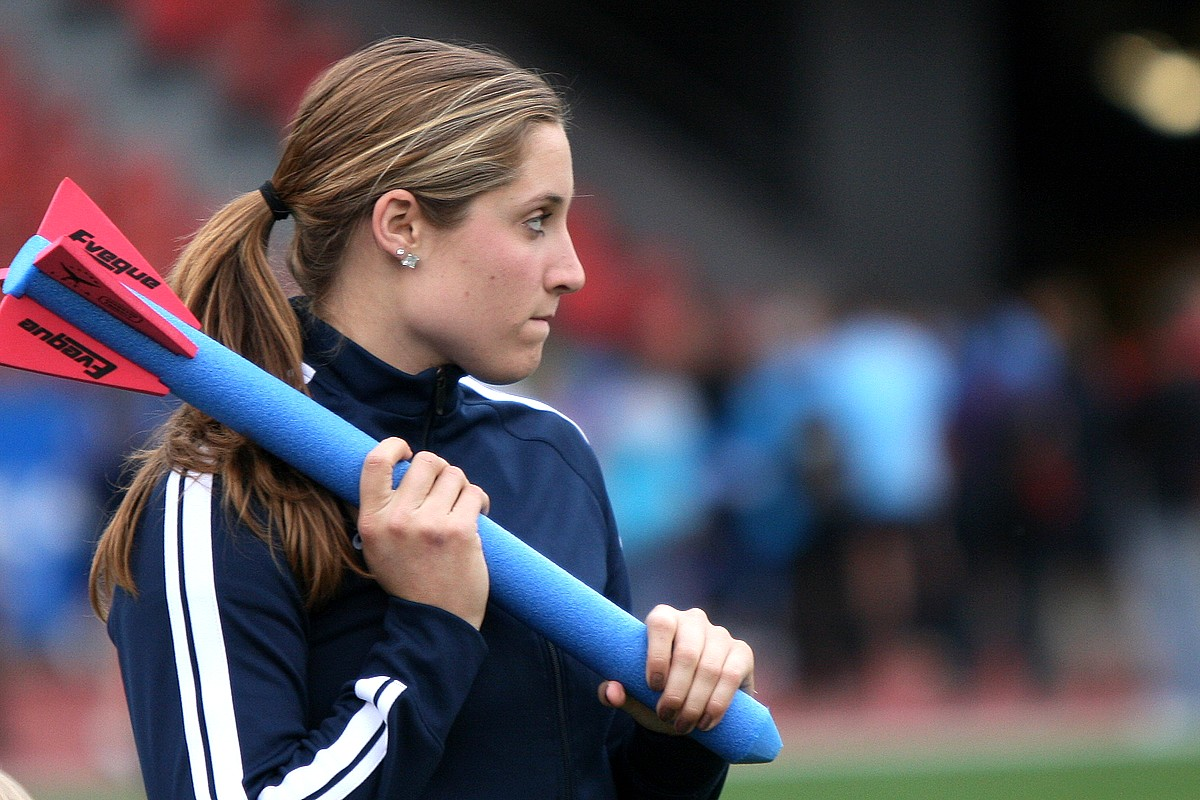
Kara Winger Rang elf mit 57,14 m

## Finale
2. September 2011, 19:10 Uhr
| Platz | Name                | Nation         | Resultat (m) | 1. Versuch (m) | 2. Versuch (m) | 3. Versuch (m) | 4. Versuch (m)                                | 5. Versuch (m)                                | 6. Versuch (m)                                |
| 1     | Barbora Špotáková   | Tschechien     | 71,58        | 68,80          | 67,90          | 68,64          | 67,12                                         | 71,58                                         | 66,80                                         |
| 2     | Sunette Viljoen     | Südafrika      | 68,38 AF     | 64,36          | 65,20          | 63,12          | 58,48                                         | 68,38                                         | 62,68                                         |
| 3     | Christina Obergföll | Deutschland    | 65,24        | 61,74          | 64,39          | 64,80          | 65,24                                         | 65,31                                         | x                                             |
| 4     | Katharina Molitor   | Deutschland    | 64,32        | 59,88          | 58,19          | 57,94          | 60,31                                         | 58,85                                         | 64,32                                         |
| 5     | Kimberley Mickle    | Australien     | 61,96        | 59,33          | 57,07          | 60,87          | x                                             | 61,96                                         | 61,33                                         |
| 6     | Martina Ratej       | Slowenien      | 61,65        | 58,87          | x              | 60,58          | x                                             | 61,65                                         | x                                             |
| 7     | Jarmila Klimešová   | Tschechien     | 59,27        | 59,27          | x              | 57,37          | x                                             | x                                             | 55,87                                         |
| 8     | Yuki Ebihara        | Japan          | 59,08        | 59,08          | 58,39          | 57,96          | eigentlich zu drei weiteren Würfen berechtigt | eigentlich zu drei weiteren Würfen berechtigt | eigentlich zu drei weiteren Würfen berechtigt |
| 9     | Goldie Sayers       | Großbritannien | 58,18        | 57,32          | 57,52          | 58,18          | nicht im Finale der besten acht Werferinnen   | nicht im Finale der besten acht Werferinnen   | nicht im Finale der besten acht Werferinnen   |
| 10    | Madara Palameika    | Lettland       | 58,08        | 55,69          | 58,08          | x              | nicht im Finale der besten acht Werferinnen   | nicht im Finale der besten acht Werferinnen   | nicht im Finale der besten acht Werferinnen   |
| DOP   | Marija Abakumowa    | Russland       | 71,99        | 60,38          | 71,25          | –              | x                                             | 71,99                                         | 63,27                                         |
| DNS   | Linda Stahl         | Deutschland    |              |                |                |                |                                               |                                               |                                               |

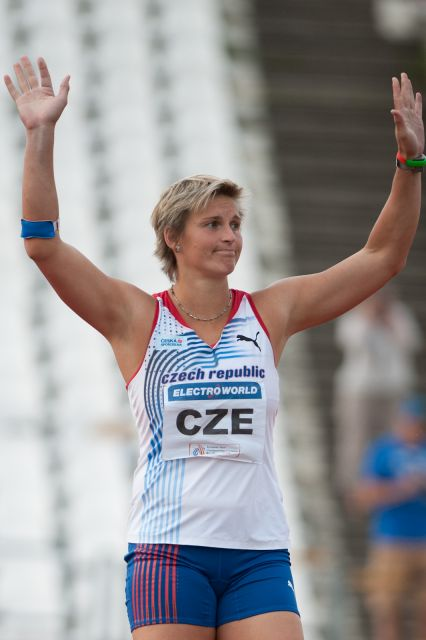
Zu ihrem zweiten WM-Titel nach 2007 kam Barbora Špotáková, unter anderem aktuelle Olympiasiegerin und Weltrekordinhaberin
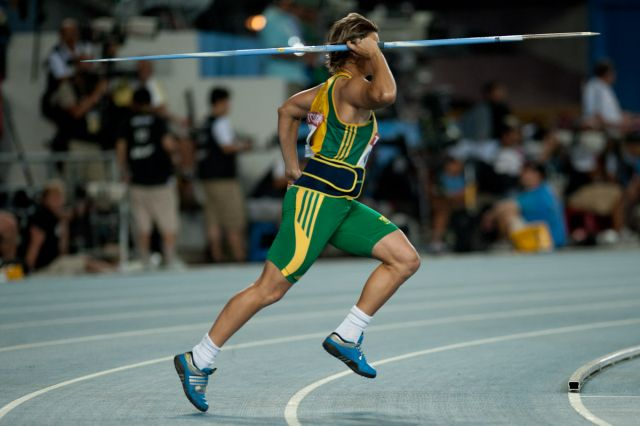
Vizeweltmeisterin mit neuem Afrikarekord wurde die dreifache Afrikameisterin (2004/2008/2010) Sunette Viljoen
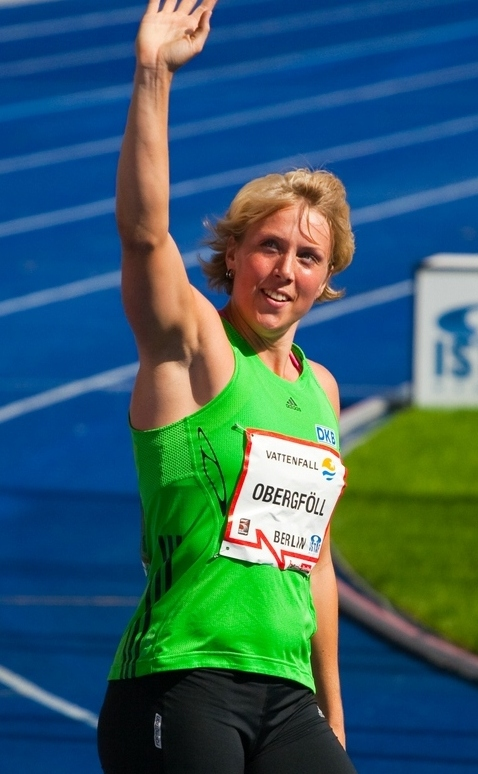
Bronze gab es für die zweifache Vizeweltmeisterin (2005/2007) und Olympiazweite von 2008 Christina Obergföll

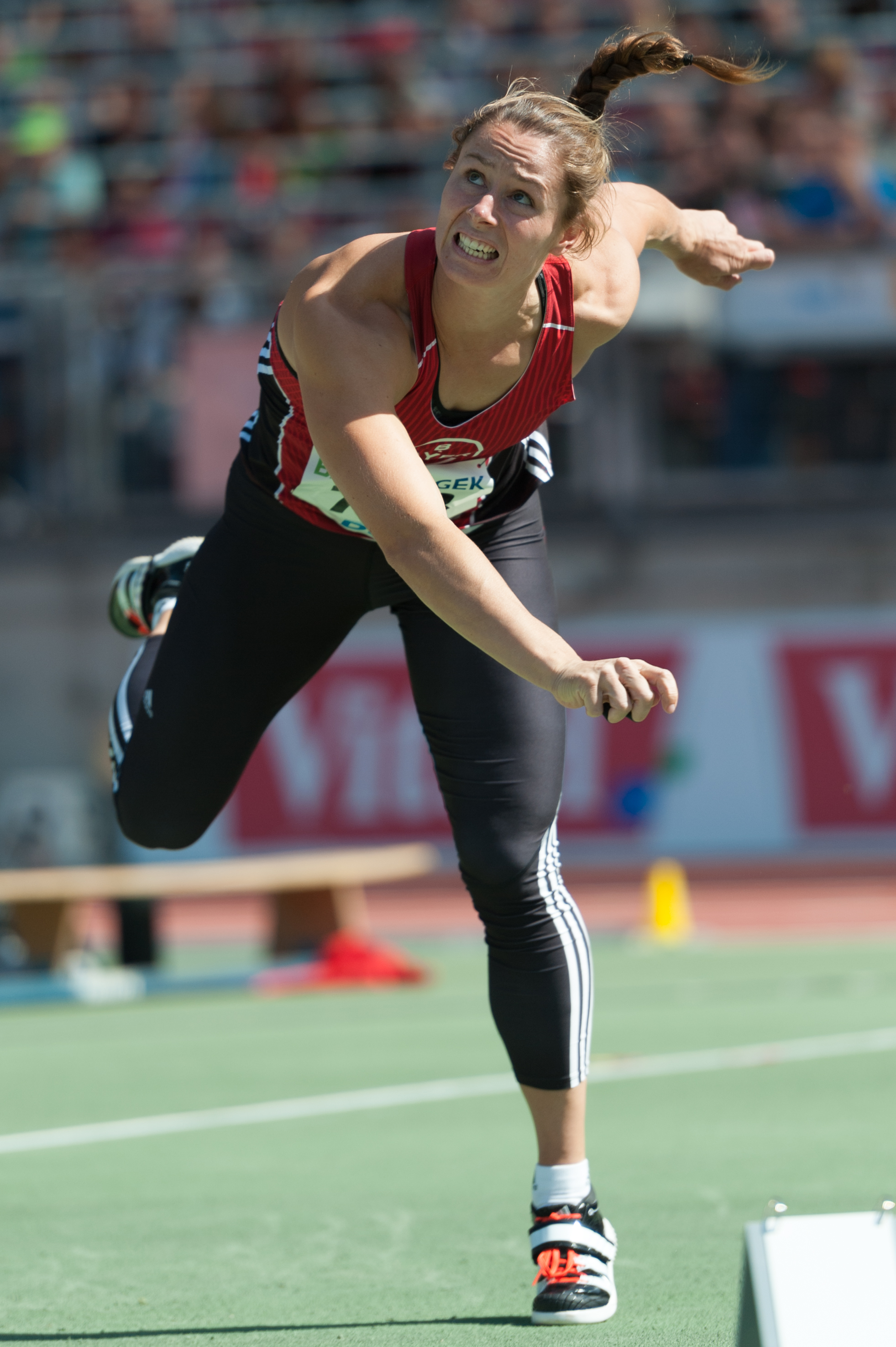
Rang vier für Katharina Molitor
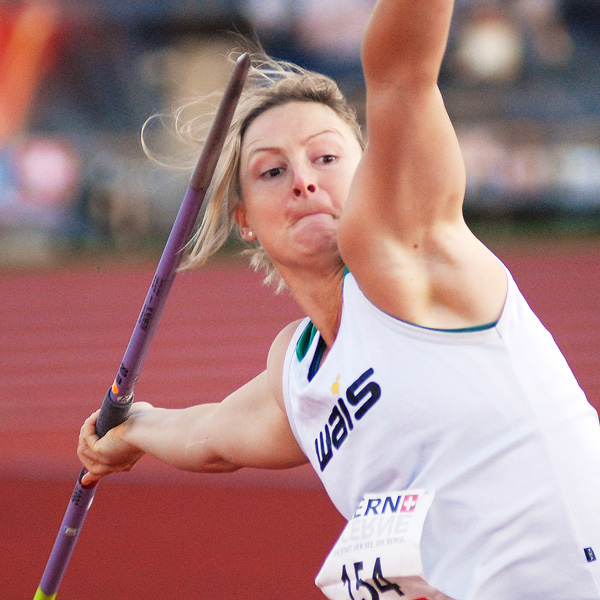
Kimberley Mickle belegte Rang fünf
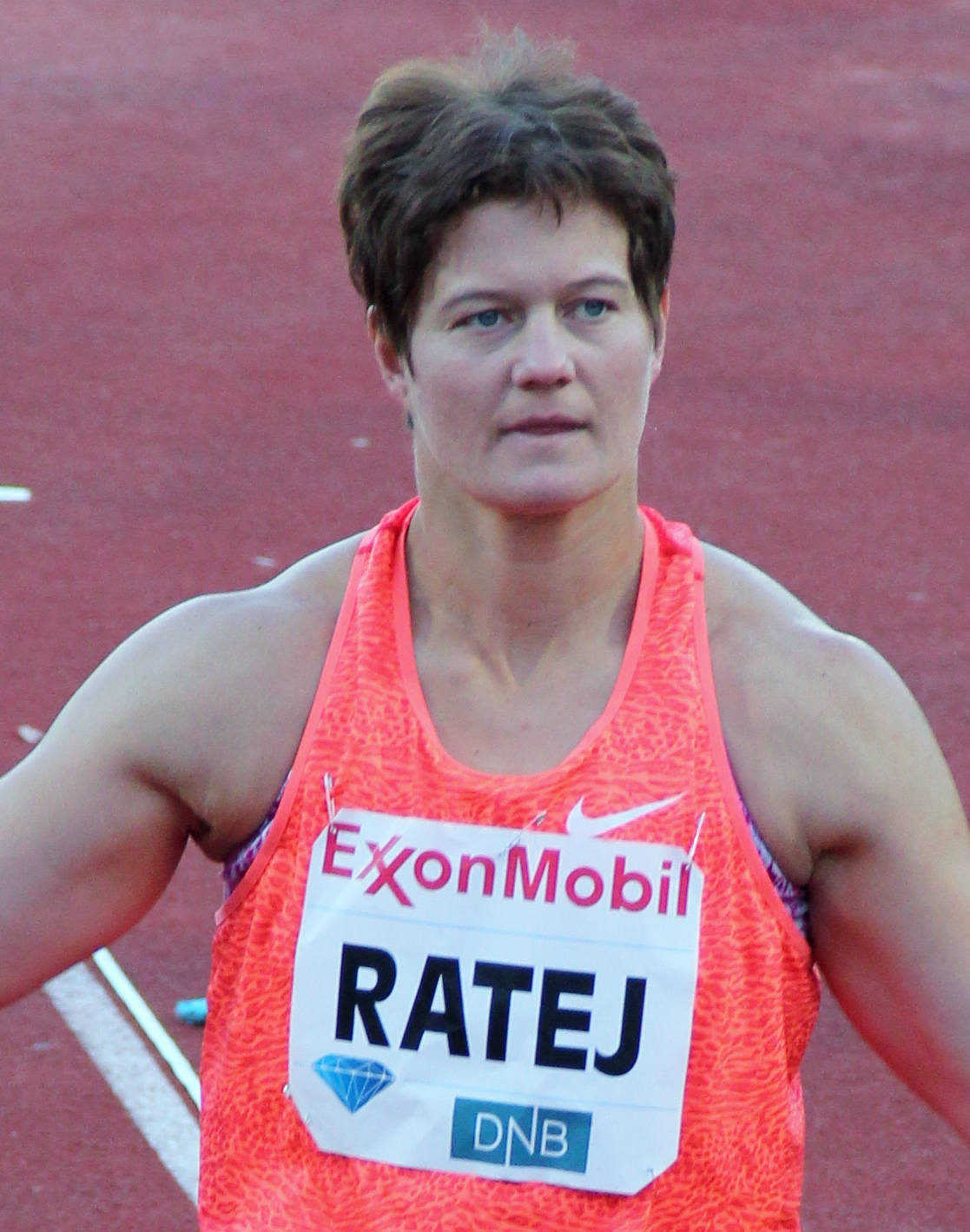
Martina Ratej kam auf den sechsten Platz
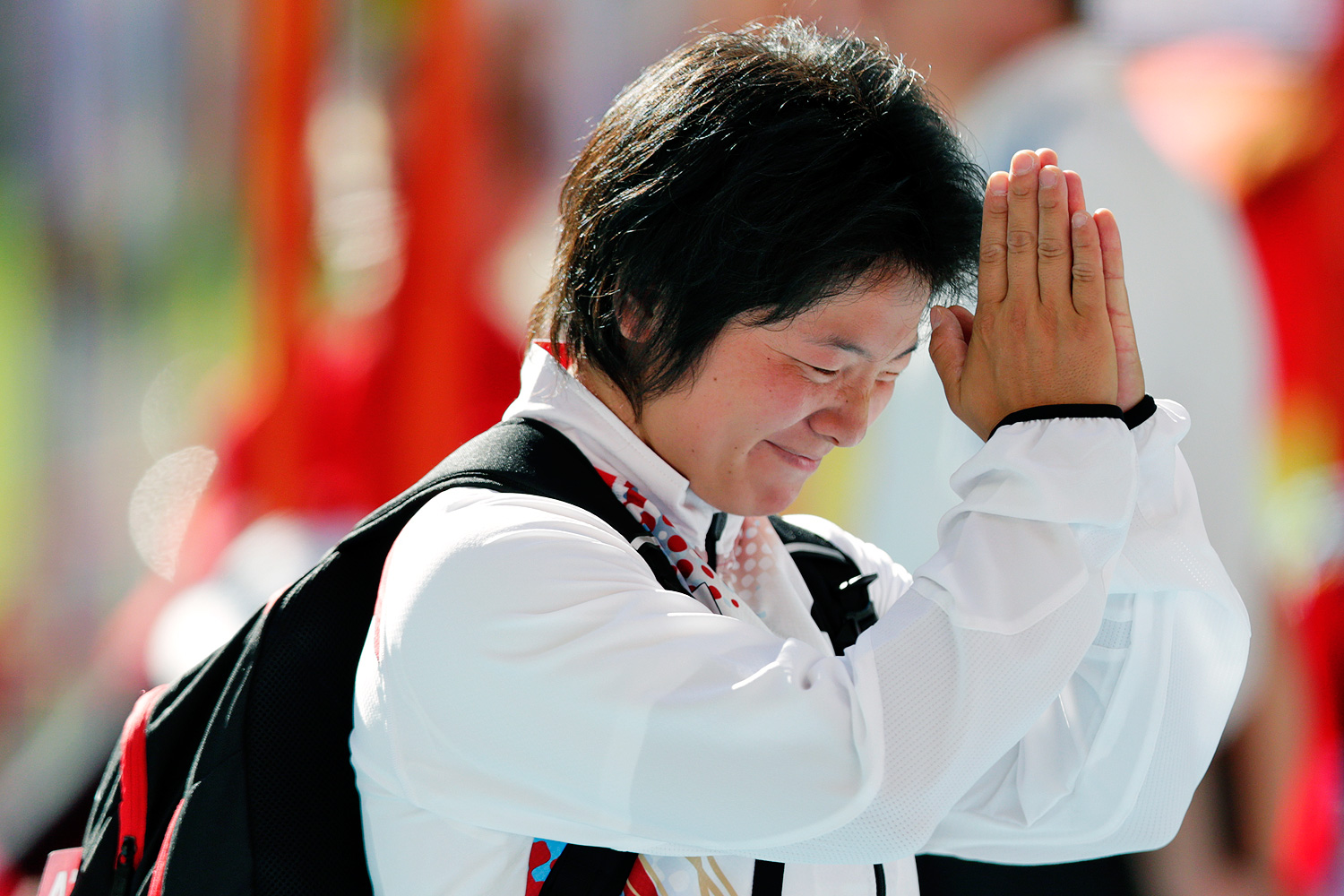
Yuki Ebihara erreichte Platz acht
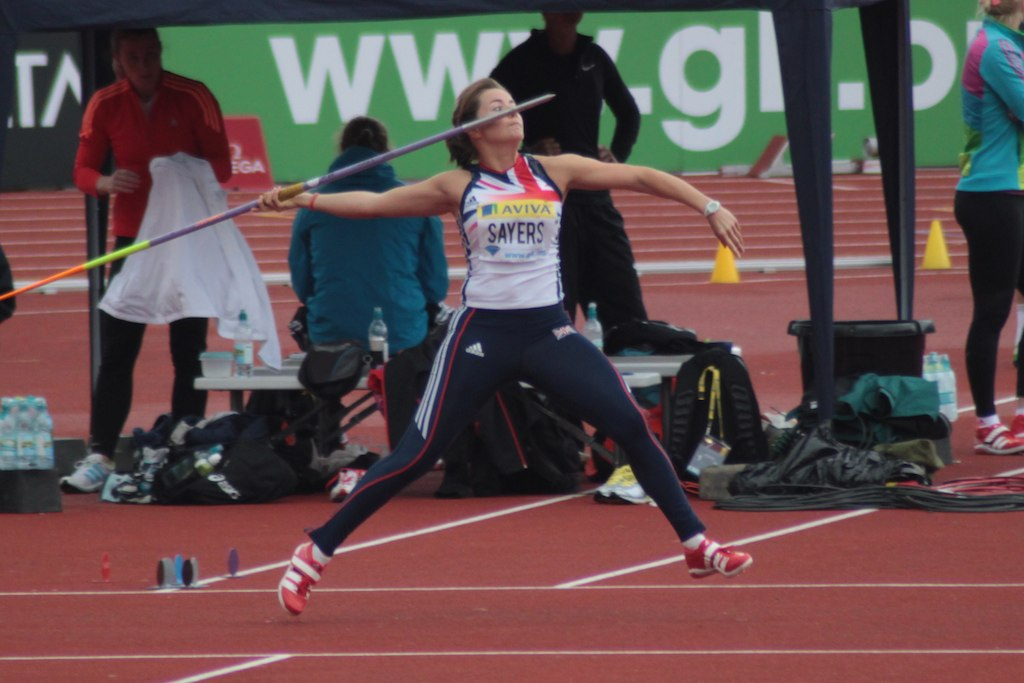
Die neuntplatzierte Goldie Sayers
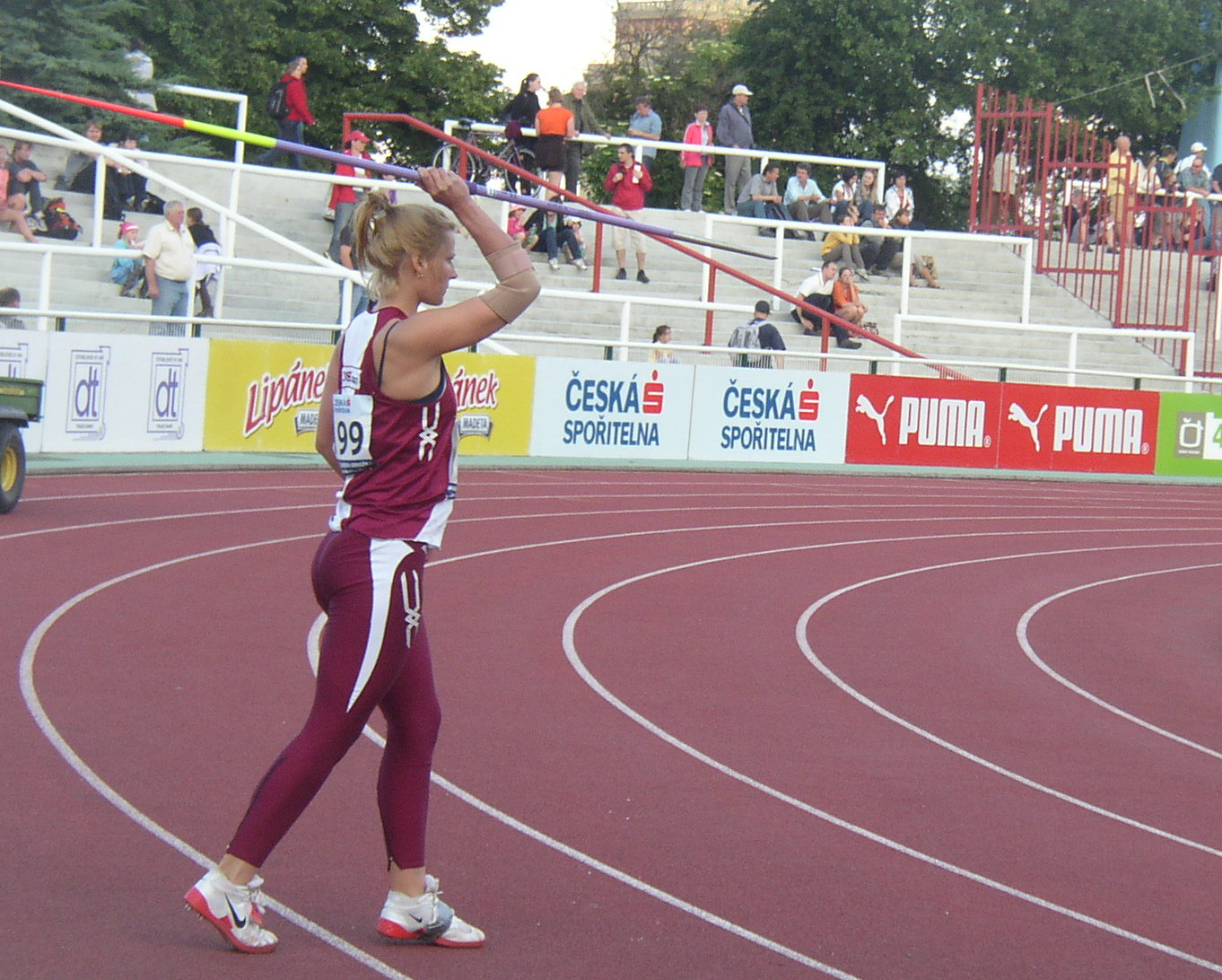
Madara Palameika wurde Zehnte
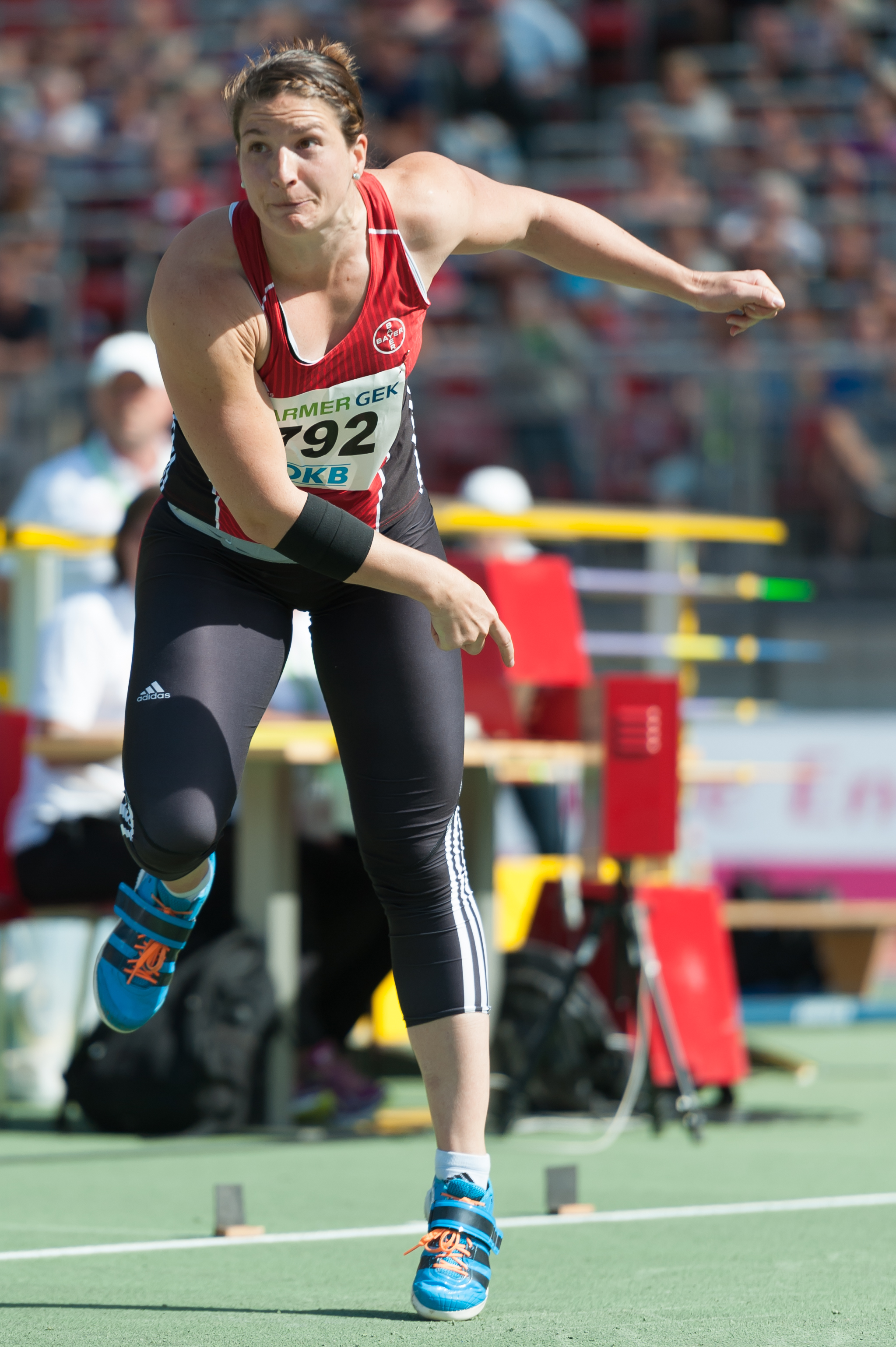
Die amtierende Europameisterin Linda Stahl hatte sich für das Finale qualifiziert, konnte hier jedoch nicht starten
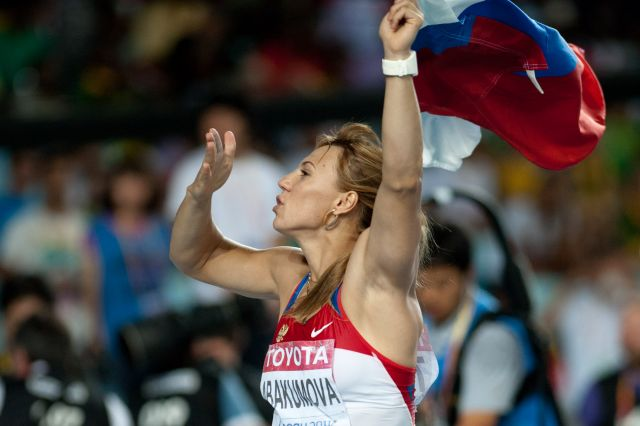
Die hier noch jubelnde Marija Abakumowa – doch sie war gedopt und wurde disqualifiziert

## Video
- Javelin Throw Women Final - Maria Abakumova 71,99m and Barbora Spotakova 71,58m, youtube.com, abgerufen am 13. Januar 2021